# 色结寺
色结寺，全称“日加贡责寺”，位于中国西藏自治区日喀则地区谢通门县塔丁乡乃囊村的东日嘉山的山顶，为苯教寺院。

## 历史
色结寺在谢通门县县城以东6公里处。寺院位于东日嘉山的山巅，此山形似一头大象，四面各有一眼泉水，山下有苯教寺院色果查姆寺，为苯教祖师辛饶米沃的后裔木辛氏族的驻锡地，被视为苯教“圣地”。
色结寺建于1179年，由木辛氏族后裔辛顿·益西洛卓创建。辛顿·益西洛卓，本名赤迥达布，生于塔丁乡乃囊村辛仓（房名）地方，其父名叫喜饶坚赞。辛顿·益西洛卓自幼出家，学习天文历算以及苯教经典。据传说，随其左右的弟子达万余人。他著有《出其德来》、《藏文文法》、《甘珠尔注解》等书，被尊为“贡钦”。他曾兴建苯教寺院35座、尼姑庙2座、修行室4处，其中他20岁时建色果查姆寺，27岁时建色结寺，当时苯教僧人已达到4000多人，势力甚至可左右地方政权。
色结寺在“文化大革命”中遭到严重破坏。1985年“温丁拉康”获得修复，措东觉护法神刺绣唐卡一幅、洽玛鎏金铜像等文物便置于修复后的“温丁拉康”内。

## 管理
色结寺实行堪布制度，堪布一般由木辛氏后裔承袭。堪布通过考试选定。自建寺起到西藏民主改革前，共有31任堪布：
| 任数 | 名字          | 注释 |
| ---- | ------------- | --- |
| 1    | 辛顿·益西洛卓 | 色结寺的创建者 |
| 2    | 堪钦·索甲拜   | 木辛氏族后裔，辛顿·益西洛卓之兄。                                                                                                |
| 3    | 朗杰哲美      | 木辛氏族后裔 |
| 4    | 拜登南甲      | 木辛氏族后裔。曾赴内地，受元朝皇帝召见，封木辛氏族尊者为万户长，管理班戈、申扎一带，万户长名叫辛仓·赤觉松。                      |
| 5    | 辛仓·旺珠坚赞 | 木辛氏族后裔 |
| 6    | 辛仓·囊卡坚赞 | 木辛氏族后裔 |
| 7    | 辛·却拉坚赞   | 木辛氏族后裔 |
| 8    | 辛·尼玛坚赞   | 木辛氏族后裔。生于藏历火鸡年。13岁时赴昂仁一带云游，15岁时回到该寺护建寺庙。                                                     |
| 9    | 赤温坚赞      | 木辛氏族后裔 |
| 10   | 雍仲·尼玛嘉布 | 木辛氏族后裔 |
| 11   | 辛丹·珠培热色 | 木辛氏族后裔 |
| 12   | 堪钦·佳哇温色 | 今四川省阿坝藏族自治州人 |
| 13   | 堪钦·朗达温色 | 今四川省阿坝藏族自治州人 |
| 14   | 堪钦·次旺伦珠 | 今四川省阿坝藏族自治州人 |
| 15   | 堪钦·却来朗杰 | 今四川省阿坝藏族自治州人 |
| 16   | ？            | |
| 17   | 辛·敏久助旺   | 木辛氏族后裔。有弟子32名，其中欧曲寺的达玛巴扎、甲经珠白多杰，梅日寺的平措罗追等人最著名，这三人在藏文文法改革及宗教上影响很大。 |
| 18   | 辛·雍仲丹旺   | 木辛氏族后裔 |
| 19   | 朗嘎次珍      | 今四川省阿坝藏族自治州人 |
| 20   | 索朗丹杰      | 今四川阿坝藏族自治州人 |
| 21   | 次珍坚赞      | 今四川省阿坝藏族自治州人。著有文法历算著作《孜色朗达》、《麦雄》，藏医专著《都昂埃色》，以及咒语解说等方面的若干书籍             |
| 22   | 仁钦坚赞      | 今日喀则市东嘎乡人 |
| 23   | 堪钦·雍丹坚赞 | 今四川省阿坝藏族自治州人 |
| 24   | 堪钦·梅朗坚赞 | 今四川省阿坝藏族自治州人 |
| 25   | 堪钦·梅久坚赞 | 今四川省阿坝藏族自治州人 |
| 26   | 堪钦·嘉瓦伦珠 | 今四川省阿坝藏族自治州人 |
| 27   | 益西次珠      | 今谢通门县塔丁乡人 |
| 28   | 雍仲·丹增坚赞 | 今四川省阿坝藏族自治州人 |
| 29   | 格桑次珍      | 今四川省阿坝藏族自治州人 |
| 30   | 堪钦·雍丹平措 | 今谢通门县塔丁乡乃囊村人 |
| 31   | 单增坚赞      | 今谢通门县塔丁乡乃囊村人。西藏民主改革前担任堪布。                                                                               |

现任堪布（色结寺民主管理委员会主任）为旺杰，辛仓氏族后裔，生于1956年，历任中国佛教协会西藏分会常务理事、日喀则地区佛教协会副会长。

## 建筑
色结寺主要建筑原有大殿、康巴扎仓、白巴扎仓、温丁拉康、冲钦、世袭殿、德丹雍仲康萨、孜拉章等等建筑。文化大革命中，色结寺建筑被全部毁灭。1985年后，恢复了温丁拉康。 
- 大殿：辛顿·益西洛卓创建，坐西朝东，高三层。其中，第一层由经堂、神殿组成。经堂面积16柱、神殿面积4柱，是该寺最早的建筑。第八任堪布辛·尼玛坚赞时期，对原来的大殿进行了较大规模的扩建，布局与原有建筑相似，也是高三层。其中：
  - 前廊：位于大殿第一层。面积4柱，廊壁绘有四大金刚（四大天王）。
  - 经堂：位于大殿第一层。面积64柱，面阔九间，进深九间，为寺院的宗教活动中心。两侧经架有《甘珠尔》、《丹珠尔》各一套，以金粉、银粉书写，此外还有《般若经》16部及其他经典。四壁绘有本·丹巴辛绕传记壁画。
  - 神殿：位于大殿第一层。面积8柱，殿内主供本·丹巴辛绕鎏金铜像，高度超过5米，左右两侧供奉苯教尊胜母、三本尊神、二十一尊洽玛鎏金铜等身像，此外还供奉有1000尊高大约0.2米的苯教祖师丹巴辛绕像。殿内壁画为1000尊祖师像。
  - 灵塔殿：位于大殿第三层。面积8柱，殿内供奉灵塔20多座，高度分别为0.5至2.8米，多为泥质，有的是鎏金质，主要是色结寺历任堪布的灵塔，其中最大的是第八任堪布（辛·尼玛坚赞）之父却·拉朗杰的灵塔。殿内悬挂有辛·尼玛坚赞的传记唐卡。
- 康巴扎仓：是色结寺的学经处。坐西朝东，高二层。下层为经堂及神殿，上层为僧舍。经堂面积10柱，为云南、四川、藏东康区苯教僧人学经之处。神殿2长柱，主供本·丹巴辛绕鎏金铜等身像，还供奉8座高1.6米的鎏金铜灵塔，殿内壁画是护法神。
- 白巴扎仓：是卫藏地区苯教僧人的学经处。坐南朝北，高二层。下层为经堂和神殿，上层为僧舍。经堂面积12柱。神殿面积2长柱，主供尊胜母、洽玛、本·丹巴辛绕鎏金铜像，高大约2.7米，此外还供奉有八大药师佛鎏金铜像 0.6米，以及8座高0.5米的鎏金铜塔，殿内四壁绘有1000尊祖师像。
- 温丁拉康（又称“护法神殿”）：位于大殿东侧，高一层，由门廊、拉康组成。门廊2柱。拉康面积4柱，主供达拉六依怙护法神，为白檀香木质，高1.7米。此外还供奉2尊西杰玛的泥塑像，高大约1.4米，2尊像分别骑黄骡和红骡。殿内悬挂有几幅唐卡。
- 德丹雍仲康萨：位于大殿西侧。坐北朝南，高二层。面积4柱，主供色结寺第一任至第八任堪布的鎏金铜等身像，以及高5.2米的第二十二任堪布（仁钦坚赞）的鎏金铜灵塔，四壁有彩绘苯教祖师及色结寺历任堪布的画像。
- 孜拉章：为色结寺堪布、高僧的宅邸，位于温丁拉康东侧。坐北朝南，高三层，面积6柱。第二层为“冲钦”，内供5座鎏金铜灵塔，高大约1.7米，殿内的壁画为16坛城。第三层为“世袭殿”，主供本·丹巴辛绕以及二十一尊洽玛鎏金铜等身像，殿内壁画为80尊大德胜像。[1][2]

色结哇珍藏的“措东觉护法神刺绣唐卡”及“洽玛鎏金铜像”为珍贵文物，现放置在1985年修复的“温丁拉康”内，分述如下：    
- 措东觉护法神刺绣唐卡：为苯教唐卡，长72厘米，宽51厘米。主尊3头6臂足，身体蓝色，全裸，黄色头发指向上方似火焰，头戴骷髅冠，脸上有三只眼，八字胡须，佩带耳珠、臂钏、手镯、脚镯。主尊怀中拥抱一明妃，身体赤色，全裸，其面贴近主尊仰视，胸前的双手持有长戟、弓箭，两侧的手持有魔棒、钺、套索、箭，脖颈系有2条黄蛇，腰间系有虎皮裙以及一串人头，6足呈弓箭步踏有2魔，下为覆莲座。主尊身后有圆形头光、火焰形背光。上、下有祥云缭绕以及西杰玛等苯教神祇。
- 洽玛鎏金铜像：洽玛是苯教神祇。该像通体高30厘米，头高6厘米，底座高2.5厘米，身宽11厘米。洽玛头戴三花冠，冠上刻有十字交叉金刚杵，束高髻，上身赤裸，饰有花絮耳环，佩带臂钏、手镯、脚镯，颈部系有璎珞，并且饰以穗纹“8”字圆环披帛。双乳隆起，右手置于胸部端净瓶，左手下垂持有梗莲（莲花顶上托一铜镜），腰间系有连珠纹带。下身系有短裙，右臀向外摆呈“s”形，跣足立于覆莲座上。[1][2]